# Jättesten

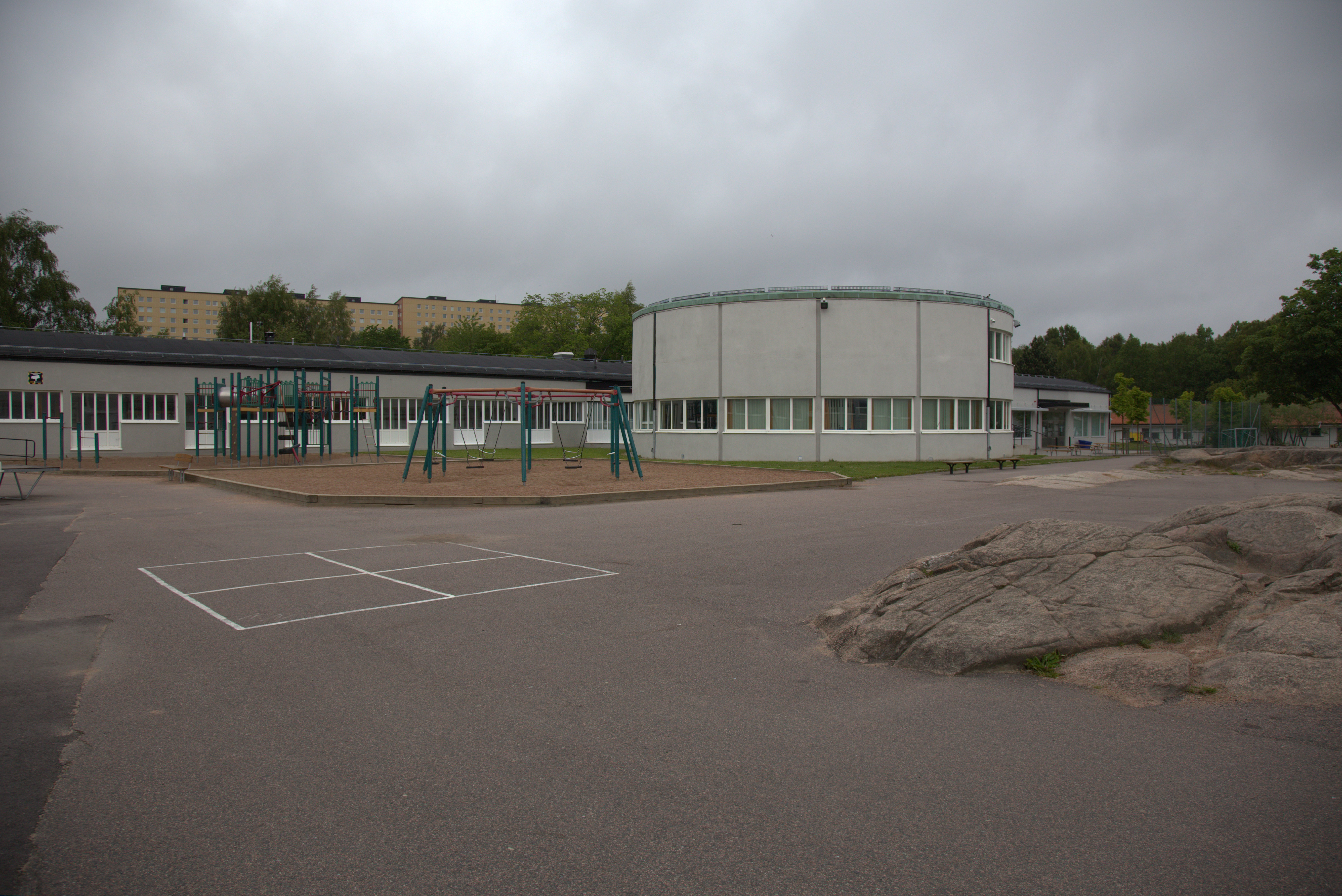
Jättestensskolans skolgård.

Jättesten är ett primärområde i stadsområde Hisingen i Göteborgs kommun.
Namnet Jättesten kommer av de stenbumlingar, som finns på berget bakom bebyggelsen. Här ligger Jättestensskolan.

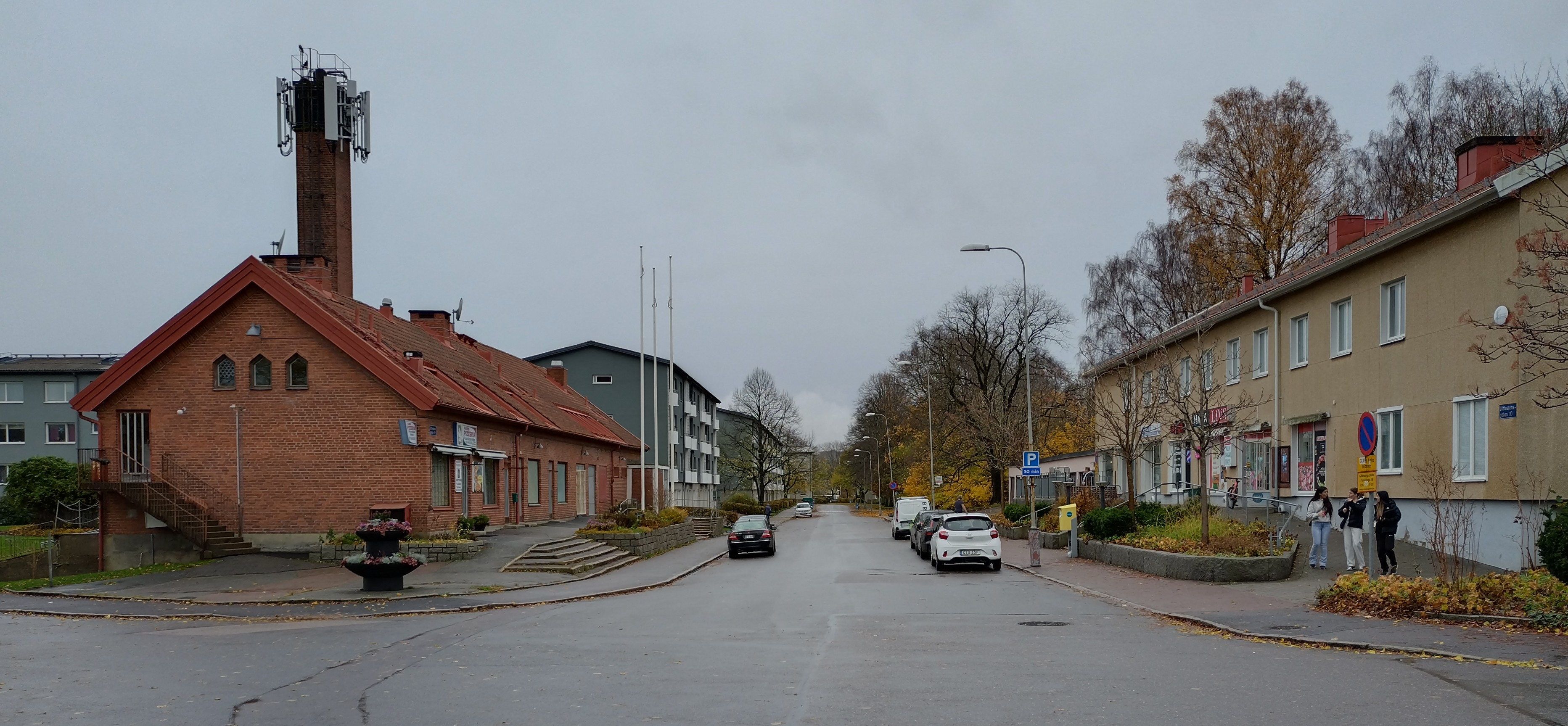
Jättestens centrum 9 nov 2023

I det lilla centrumet finns bland annat pizzeria, frisör samt närbutik.

## Fornlämningar
Innanför lekplatsen vid korsningen Jättestensgatan/Baltzersgatan finns det älvkvarnar.

## Nyckeltal

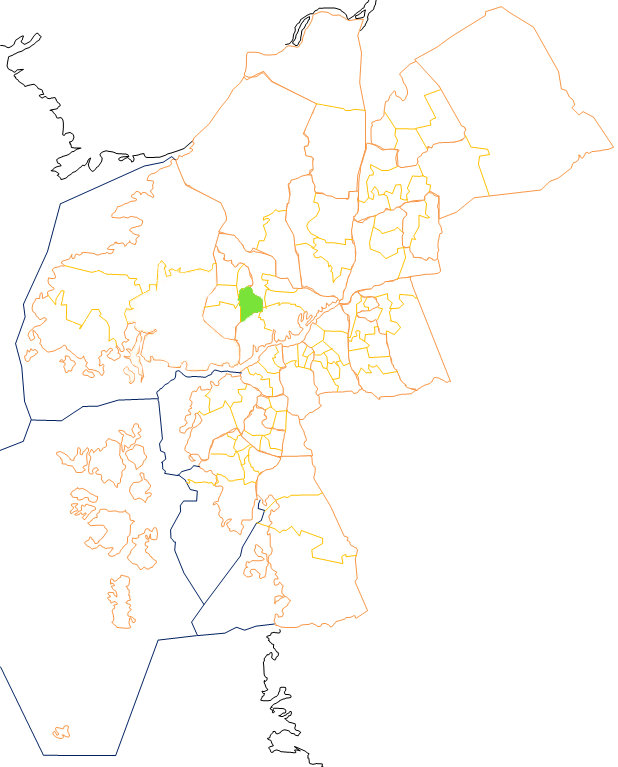
Jättesten

Nyckeltalen redovisar statistik som beskriver Göteborg och dess 96 delområden, primärområden, per den 31 december och kan användas för att jämföra de olika områdena. Nedan redovisas uppgifter för primärområdet och jämförelse görs mot uppgifterna för hela kommunen.
|                                                           | Jättesten  | Hela Göteborg |
| --------------------------------------------------------- | ---------- | ------------- |
| Folkmängd                                                 | 6 862      | 587 549       |
| Befolkningsförändring 2020–2021                           | +18        | +4 493        |
| Andel födda i utlandet                                    | 39,8 %     | 28,3 %        |
| Andel utrikes födda eller med två utrikes födda föräldrar | 51,1 %     | 38,1 %        |
| Medelinkomst                                              | 303 000 kr | 332 400 kr    |
| Arbetslöshet                                              | 7,9 %      | 6,6 %         |
| Antal ersatta dagar från F-kassan per person (16-64 år)   | 22,7       | 19,5          |
| Andel med eftergymnasial utbildning (minst 3 år)          | 32,2 %     | 37,9 %        |
| Andel bostäder byggda 1951–1960                           | 48,1 %     |               |
| Andel bostäder i allmännyttan                             | 27,2 %     | 25,9 %        |
| Antal färdigställda bostäder 2021                         | 0          |               |
| Andel bostäder i småhus                                   | 26,8 %     | 18,3 %        |

## Stadsområdes- och stadsdelsnämndstillhörighet
Primärområdet tillhörde fram till årsskiftet 2020/2021 stadsdelsnämndsområdet Västra Hisingen och ingår sedan den 1 januari 2021 i stadsområde Hisingen.